# Me and I
Me And I utkom den 13 april 2011 och är den svenska sångerskan Caroline Larssons andra studioalbum. Peter Samuelsson är återigen med som producent på denna uppföljare till In the Moment. Men denna gång står även Machopsycho för en del av produktionen och låtskrivandet. Machopsycho som för övrigt står bakom många hits till popstjärnan Pink.

## Låtlista
| Nr  | Titel                      | Kompositör                                        | Producent(er)    | Längd |
| --- | -------------------------- | ------------------------------------------------- | ---------------- | ----- |
| 1.  | Hooker Street              | Caroline Larsson, Bo Larsson, Peter Samuelsson    | Peter Samuelsson | 2:59  |
| 2.  | Lucky To Have U            | Caroline Larsson                                  | Peter Samuelsson | 3:36  |
| 3.  | I Came To See You Crawl    | Caroline Larsson, Johnny Thunqvist, Jonas Dejevik | Peter Samuelsson | 3:03  |
| 4.  | Uncomfortable Truth        | MachoPsycho, Negin Djafari                        | Machopsycho      | 3:20  |
| 5.  | I Wanna Know               | Caroline Larsson, MachoPsycho                     | MachoPsycho      | 3:33  |
| 6.  | Me And I                   | Caroline Larsson, Peter Samuelsson                | Peter Samuelsson | 3:04  |
| 7.  | Love Declaration           | Caroline Larsson                                  | Peter Samuelsson | 4:18  |
| 8.  | Hit Me With Your Lovething | Louise Hoffsten, L.Larsen                         | Peter Samuelsson | 2:41  |
| 9.  | Dance Dance Dance          | Caroline Larsson, Bo Larsson, Peter Samuelsson    | Peter Samuelsson | 3:18  |
| 10. | Your Intuition             | Caroline Larsson                                  | Peter Samuelsson | 3:59  |
| 11. | Sweet Elaine               | Caroline Larsson                                  | Peter Samuelsson | 3:30  |
| 12. | Goodbye Honey              | Francesco Galtieri                                | Peter Samuelsson | 3:06  |
| 13. | Always On My Mind          | Caroline Larsson                                  | Peter Samuelsson | 2:34  |

## Listplaceringar
| Lista (2011) | Topplacering |
| ------------ | ------------ |
| Sverige      | 17           |